# Kapten Svarte Bill
Kapten Svarte Bill är ett barnalbum av Lollo Asplund från 1994.

## Låtlista
1. Inledning
2. Kapten Svarte Bill
3. Bomber & Granater
4. Greve Mirandello
5. Till Havs
6. Torskvalsen
7. Sjung En Stump
8. Blodapelsinen
9. Törstig Som En Dromedar
10. På Krogen I Mombasa
11. Skattmåsar
12. Skvallerormen
13. Silverdrakens Sång
14. Världens Tuffaste Sjörövargäng
15. Kapten Svarte Bill